# Ligne de tramway de Caen à Falaise
La ligne de Caen à Falaise est une ancienne ligne de tramway des Chemins de fer du Calvados (CFC). Elle reliait les villes de Caen à Falaise en traversant la plaine de Caen et en desservant les mines de Soumont-Saint-Quentin.

## Histoire
La ligne est mise en service le 20 septembre 1902 entre la gare de Caen-Ouest (Caen-État après le rachat de la Compagnie des chemins de fer de l'Ouest par le réseau de l'État en 1908) et le château de Falaise (boulevard des Bercagnes). Elle est prolongée le 18 janvier 1904 du château à la gare de Falaise.
Du 3 juin au 4 juillet 1912, une enquête est ouverte concernant un avant-projet de travaux modificatifs sur la ligne. Le projet prévoit de modifier le parcours entre la gare de Caen et la Demi-Lune en reprenant la pente dangereuse entre la vallée et le plateau. Une nouvelle étude est lancée en février 1914. 
La ligne ferme le 19 mai 1932. Seul reste en activité le raccordement entre la gare de Caen et le dépôt du réseau de Caen, situé à la Demi-Lune (jusqu'à la fin définitive du réseau en juin 1944).

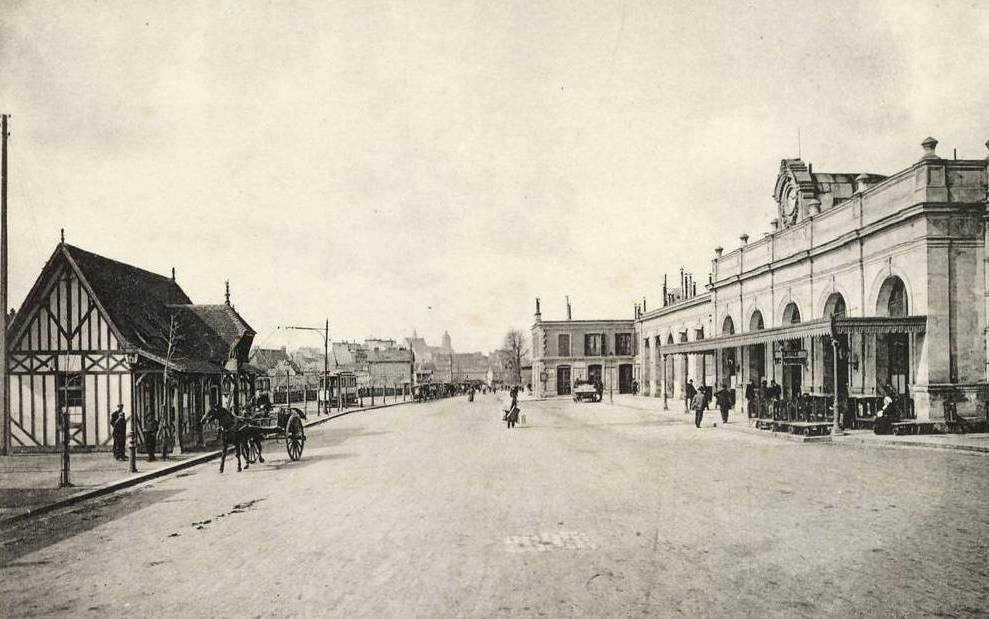
Gare des CFC en face de la gare de l'Ouest à Caen.
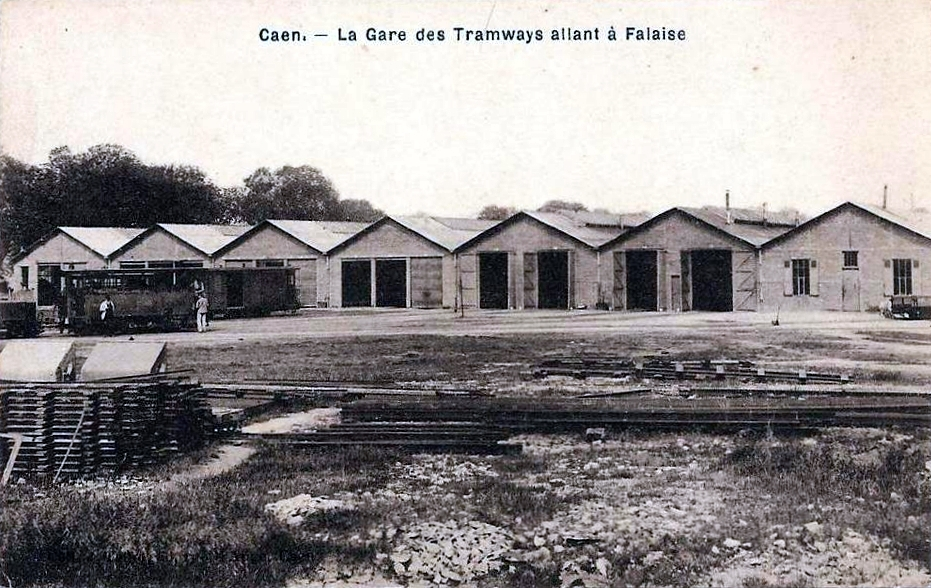
Dépôt de la Demi-Lune.
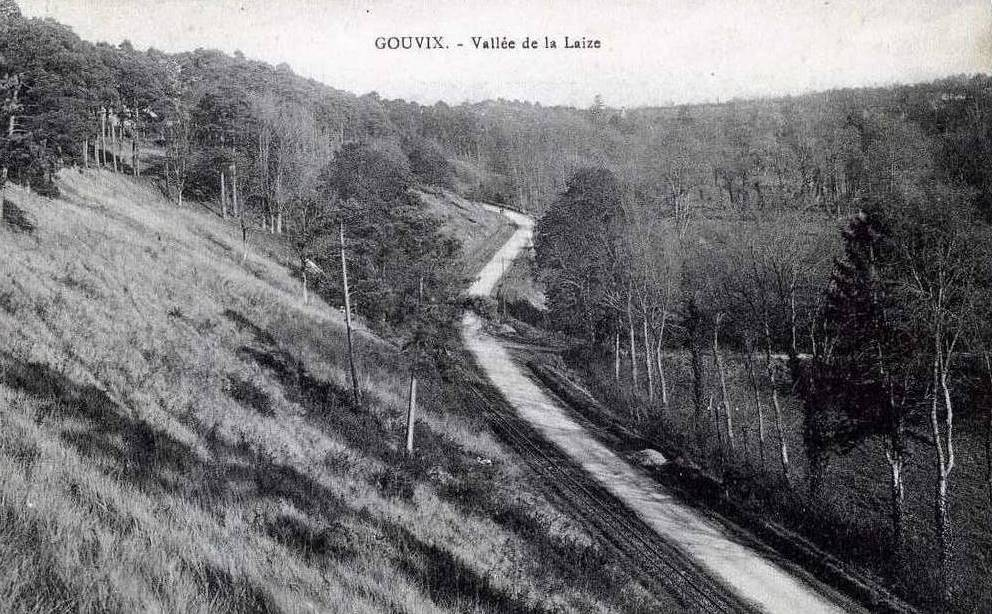
La ligne dans la vallée de la Laize à Gouvix.
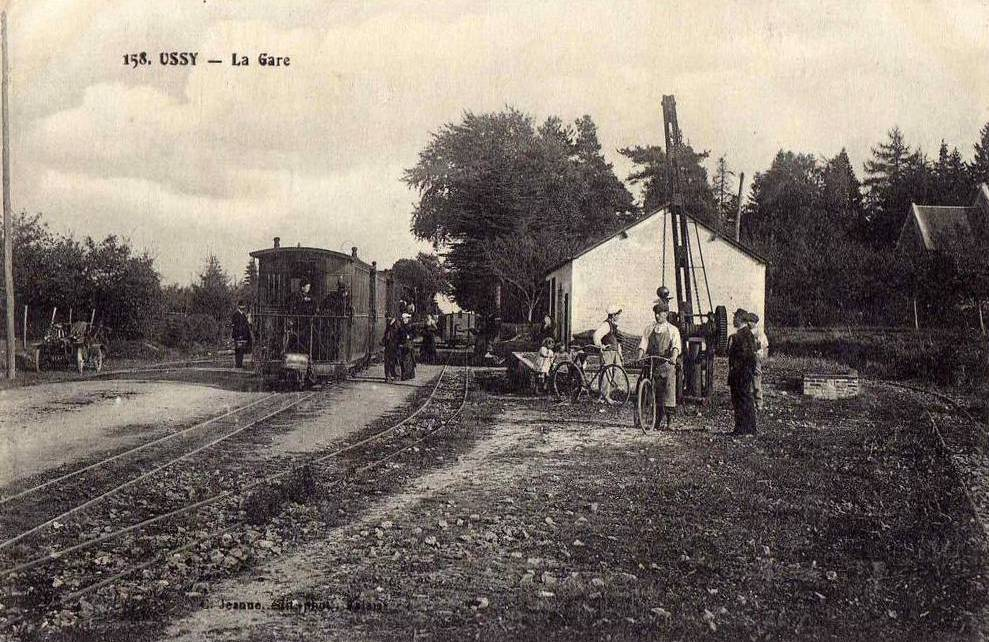
Gare d'Ussy.
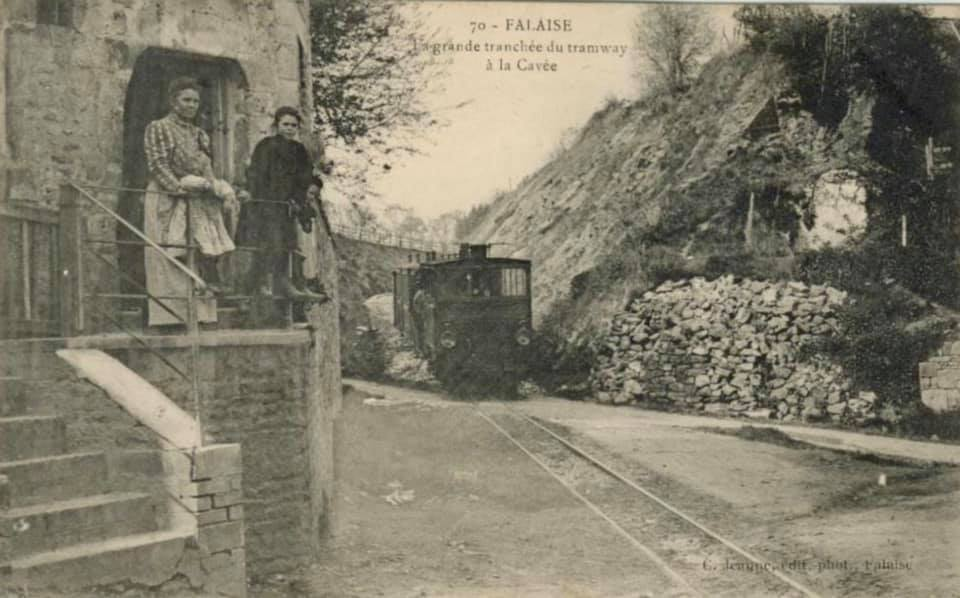
Tranchée de la Cavée à Falaise (actuelle voie Panoramique).